# أوغني
أوغني (بالفرنسية: Augne)‏ هي بلدية في مقاطعة فيين العليا في منطقة أقطانية الجديدة وسط غرب فرنسا.